# High School (film)
High School is een Amerikaanse documentaire uit 1969 geregisseerd door Frederick Wiseman en wordt beschouwd als een van de eerste films binnen het cinéma vérité-genre. De film toonde de dagelijkse gang van zaken op een middelbare school in Philadelphia. In Philadelphia werd de film lange tijd niet vertoond omdat het een te negatief beeld zou geven over het schoolsysteem van de stad. De film eindigde op nummer 13 in een lijst van beste High School-films volgens Entertainment Weekly en werd in 1991 opgenomen in het National Film Registry.